# Homostola reticulata
Homostola reticulata är en spindelart som först beskrevs av William Frederick Purcell 1902.  Homostola reticulata ingår i släktet Homostola och familjen Cyrtaucheniidae. Inga underarter finns listade i Catalogue of Life.